# La Cornuaille
La Cornuaille era una comuna francesa situada en el departamento de Maine y Loira, de la región de Países del Loira, que el 15 de diciembre de 2016 pasó a ser una comuna delegada de la comuna nueva de Val-d'Erdre-Auxence al fusionarse con las comunas de Le Louroux-Béconnais y Villemoisan.

## Demografía
| Gráfica de evolución demográfica de La Cornuaille entre 1800 y 2014 |
|                                                                     |

Los datos demográficos contemplados en este gráfico de la comuna de La Cornuaille se han cogido de 1800 a 1999 de la página francesa EHESS/Cassini, y los demás datos de la página del INSEE.